# 托里·德法尔科
托里·詹姆斯·“T·J”·德法尔科（英語：Torey James "T.J." DeFalco，1997年4月10日—）是一位美国职业排球运动员，場上位置為主攻手。目前效力於捷太格特Stings愛知俱乐部。2021年，德法尔科随国家队参加了东京奥运会。

## 外部連結
- 德法尔科 （页面存档备份，存于）在TeamUSA.org的资料页
- 德法尔科 （页面存档备份，存于）在LegaVolley.it的资料页（義大利語）
- 德法尔科 （页面存档备份，存于）在PlusLiga.pl的资料页（波蘭語）
- 托里·德法尔科在国际奥林匹克委员会的资料
- 托里·德法尔科在Olympedia的个人资料和比赛数据 的资料页
- 德法尔科 （页面存档备份，存于）在Volleybox.net的资料页